# 후쓰미촌
후쓰미촌(布都美村)은 오카야마현 아카이와군에 설치되었던 촌이다. 현재의 아카이와시 고다, 이소노카미, 오가모, 사카나베(일부),나카하타, 니시세이지쓰,히로도 및, 오카야마시 히가시구 미쓰이시카미,미쓰나카하타에 해당한다. 아카사카정에 편입되었으며, 아이다의 일부, 오아자 사카나베에 편입되어, 지명으로서는 요시이정쪽만 남아있다.

## 역사
- 1889년 6월 1일 - 정촌제 시행에 의해 아카사카군 후쓰미촌이 발족하였다.
- 1900년 4월 1일 - 이와나시군과 합병해 아카이와군이 되었다.
- 1956년 9월 30일 - 아카사카정, 요시이정, 미쓰군 미쓰정에 분할편입되었다.

## 교통
- 국도 제484호선

## 참고문헌
- 和泉橋警察署 『新旧対照市町村一覧』第2冊（東京 ： 加藤孫次郎、1889（明22））
- 地名編纂委員会 『角川日本地名大辞典33 岡山県』（角川学芸出版、1989、ISBN 4040013301）